# Oudegem
Oudegem is een dorp in de Belgische provincie Oost-Vlaanderen en een deelgemeente van Dendermonde, het was een zelfstandige gemeente tot aan de gemeentelijke herindeling van 1977. Het dorp ligt in de Denderstreek, tussen de Dender en de Schelde.

## Geschiedenis

### Naam
De oudste vermeldingen luiden Aldengem (1019), Aldengienh (1144), Audengien (1181) en Oudegheem (1522), ontstaan uit aldinga haim. Betekenis : huis (=haim) van de afstammelingen (= inga) van Aldo. Aldo is een Saksisch/Frankische voornaam. Het ingaheim-toponiem is van Germaanse, meer bepaald Frankische, oorsprong.
De schrijfwijze Haagem komt van de auteur Jef Scheirs in zijn roman De filosoof van Haagem (1928).

### De prehistorie en de klassieke oudheid

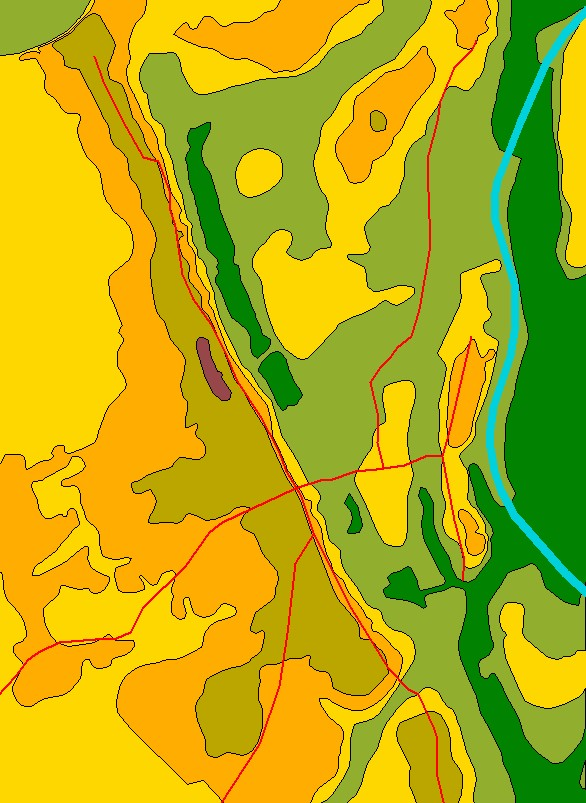
Orohydrografische kaart van Oudegem

Voor de komst van de Germanen is het mogelijk dat er langs de Dender reeds menselijke activiteiten bestonden. In Mespelare zijn pre-Romeinse grafheuvels gevonden en duizenden Romeinse munten. Bovendien liep de oude Romeinse Heirbaan Dowaai-Hulst langs Oudegem, hetgeen je nog kan horen in de straatnamen "Oude Heirbaan" en "Oude Baan".
Het centrum van Oudegem ligt ruim een halve kilometer ten westen van de Dender, maar de Dender zag er enkele eeuwen geleden geheel anders uit. De Wijzerbeek die vandaag door het dorp loopt was vroeger een moerassige Denderarm. Aan de steile oever van deze arm ontstond de Hofstraat (= Hoogstraat). En de Varenberg was vroeger een (schier)eiland tussen de Dender en deze Denderarm. Daarenboven is de Dender rechtgetrokken.
Gezien de veranderende loop van de Dender is het mogelijk dat de oorspronkelijke kern te vinden was op de Varenberg:
- dit lag aan de Dender;
- de Varenberg ligt hoger dan de omgeving;
- de oude heirbaan passeerde hier.

### Middeleeuwen
De heerlijke rechten werden uitgeoefend deels door het kapittel van Kamerijk, deels door de heren van Dendermonde. Kamerijk oefende de drie graden der rechtspraak uit en stelde een baljuw en een schepenbank aan. Minder belangrijke geënclaveerde heerlijkheden waren het Eegene, eigendom van de abdij van Affligem, en een goed van Sint-Baafs. De straatnaam Oudburg wijst er op dat er ooit een kasteel of burcht moet gestaan hebben. Aan de hand van archeologische vondsten en plaatsnamen vermoedt men dat het kasteel langs de tegenwoordige Ouburg en langs een stukje van de Hofstraat (tot aan de pastorij) liep. De Oudegemse Baan en in het verlengde de Varenbergstraat zouden dan de verbinding vormen tussen het kasteel en de nederzetting op de Varenberg. De naam Bleienpark verwijst naar een hoektoren van het kasteel of de kasteelmuur waarin schilden werden bewaard.

### Vroegmoderne tijd
Van 1607 tot zijn dood in 1636 was Justus de Harduwijn pastoor van Oudegem en Mespelare. Een straatnaam en een herdenkingsmonument herinneren vandaag nog aan zijn leven werk.

### Moderne tijd
In 1837 kwam in het nog volledig agrarische dorp een spoorweg, namelijk de lijn van Dendermonde naar Gent. In de 19e eeuw kwam er ook een kleine fabriek voor de verwerking van cichorei in Hof ten Bos.

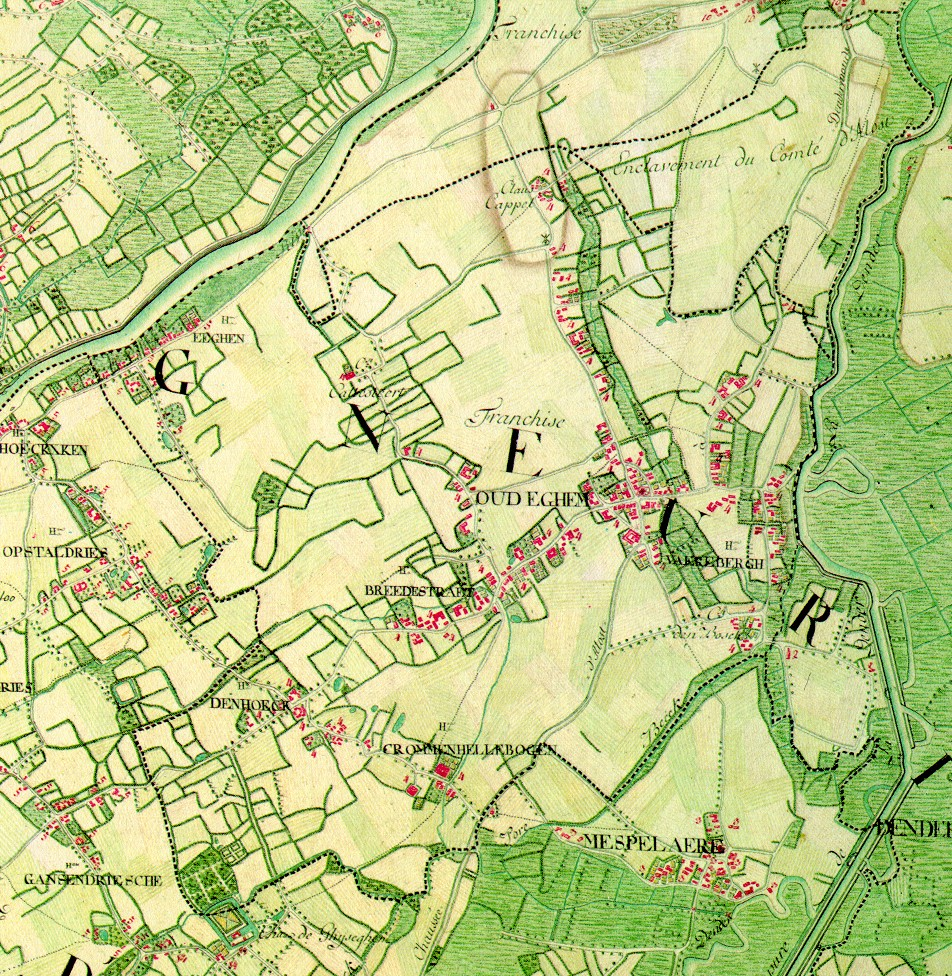
Oudegem omstreeks 1775 (Ferrariskaart)

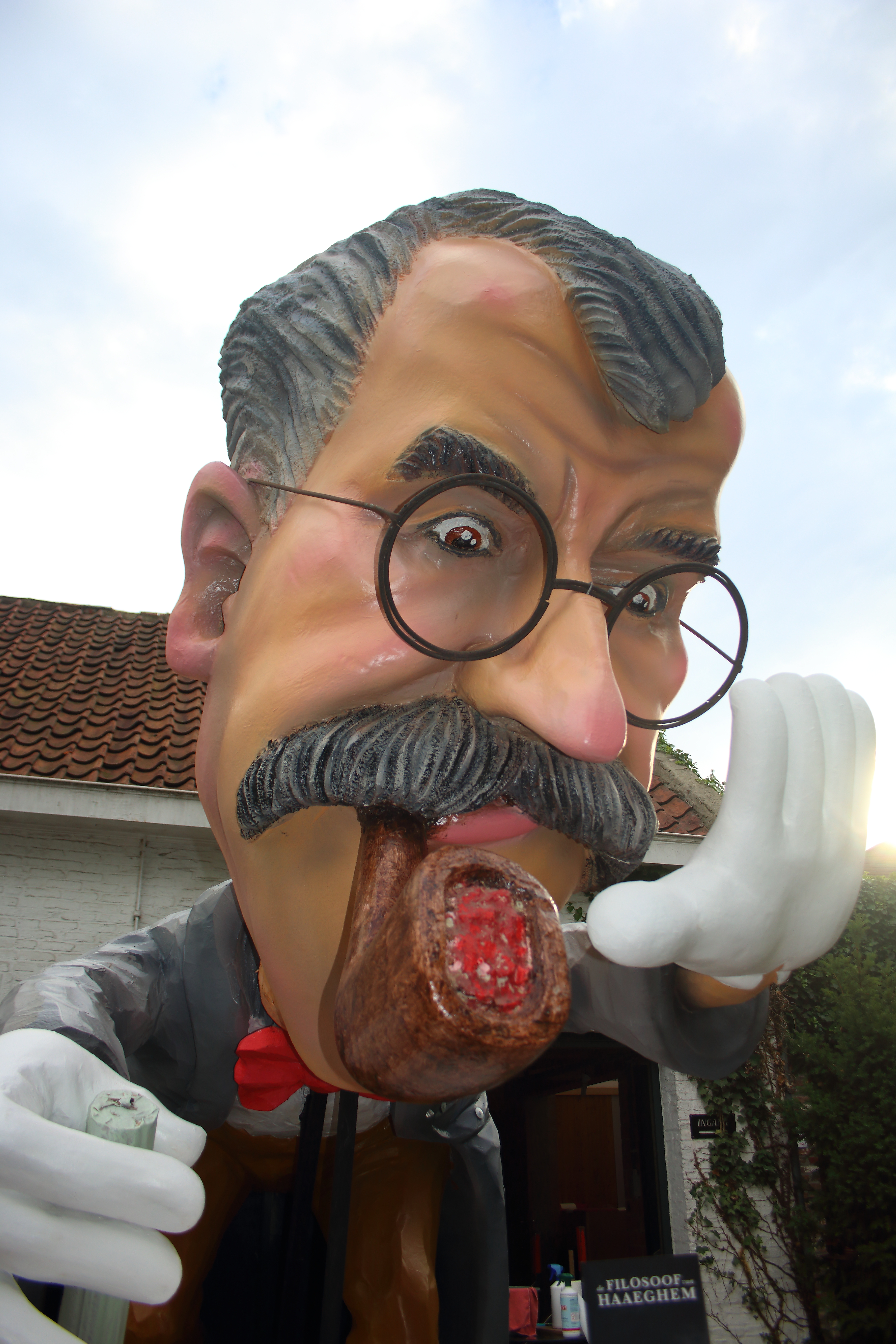
Reus 'Jef Scheirs'

## Bezienswaardigheden
- De Onze-Lieve-Vrouw-Hemelvaartkerk
- Het Oorlogsmonument
- De Onze-Lieve-Vrouw van Lambroeckkapel aan de Lambroeckstraat
- De Stenenmolen, een windmolenrestant

## Natuur en landschap
Oudegem ligt aan de Dender en aan de Schelde. De bodem is lemig en zandlemig en de hoogte bedraagt 7-10 meter.

## Demografische ontwikkeling
- Bronnen:NIS, Opm:1831 tot en met 1970=volkstellingen; 1976 = inwoneraantal op 31 december

## Politiek
Resultaten van de gemeenteraadsverkiezingen voor de gemeenteraad van Dendermonde. 
| Partij              | 13-10-2024 |
| ------------------- | ---------- |
| Vooruit             | 16,1%      |
| cd&V                | 22%        |
| Vernieuwing         | 6,6%       |
| N-VA                | 24,2%      |
| Vlaams Belang       | 30,3%      |
| Zwakke weggebruiker | 0,8%       |

## Toerisme
Door dit dorp loopt onder meer de fietsroute Denderende steden. Tijdens de jaarlijkse Haagem kermis in Oudegem wordt de Gouden Petattenworp georganiseerd vanop de pui van het oude gemeentehuis en wordt er een jong Petatje verkozen, een verwijzing naar het personage Petatje uit De filosoof van Haagem van Jef Scheirs. Personage Titten spreekt als apotheose de Oudegemse bevolking toe. Jef Scheirs (sinds 2008) en Petatje zijn bovendien Oudegemse reuzen uit de jaarlijkse reuzenstoet die wordt begeleid door meerdere personages uit de 'Filosoof'.

## Sport
In Oudegem speelt de damesvolleybalclub VC Oudegem, voetbalclub SK Oudegem, badmintonclub BC Oudegem, tafeltennisclub Teneramonda, tennisclub TC Oudegem, de koninklijke wielerclub Eendracht Oudegem en er bevindt zich een sporthal.

## Nijverheid
In Oudegem is de papierfabriek VPK gevestigd. In 2024 en 2025 stootten de plannen van dit bedrijf, om de huizen van omwonenden door de stad Dendermonde te laten onteigenen en er een warmtecentrale te bouwen, op protest van de buurtbewoners.

## Nabijgelegen kernen
Schoonaarde, Gijzegem, Mespelare, Appels